# 477 f.Kr.

## Händelser

### Efter plats

#### Grekland
- Spartas medregent Leotychidas och Atens Themistokles leder en flotta och armé för att återta norra Grekland och straffa den aristokratiska Aleudaiätten för att ha hjälpt perserna. Leotychides blir påkommen med att ta emot en muta under fälttåget i Thessalien.
- De östgrekiska allierade vill inte längre stå under spartansk kontroll och svär därför vid Delos trohet till Aten, genom Aristides. De bildar det attiska sjöförbundet med Kimon som principiell befälhavare.

#### Romerska republiken
- Romerska styrkor blir, i ett fäste vid floden Cremera, besegrade av en armé från den etruskiska staden Veii i slaget vid Cremera.